# 江陵原州大学校
座標: 北緯37度46分7.6秒 東経128度52分12.5秒 / 北緯37.768778度 東経128.870139度
江陵原州大学校（カンヌンウォンジュだいがっこう、朝鮮語: 강릉원주대학교、英語: Gangneung-Wonju Narional University）は、江原特別自治道江陵市にある大韓民国の国立大学である。
1946年に江陵師範学校として開校し、2007年3月、原州大学校と統合した。